# FedEx
Die FedEx Corporation (kurz FedEx, vollständig Federal Express Corporation Inc.) ist ein weltweit operierendes US-amerikanisches Kurier- und Logistikunternehmen mit Sitz in Memphis, Tennessee. Die Luftfracht-Division FedEx Express belegt in der Liste der größten Frachtfluggesellschaften der Welt Platz eins. Die deutsche Niederlassung von FedEx befindet sich in Troisdorf, die österreichische in Wien.
Mit einem Umsatz von 63,9 Mrd. US-Dollar erzielte das Unternehmen im Geschäftsjahr 2017 einen Gewinn von 4,5 Mrd. US-Dollar.
Die Hauptmitbewerber des Unternehmens sind DHL, UPS und USPS.

## Geschichte
1971 wurde das Unternehmen unter dem Namen Federal Express von Frederick W. Smith in Little Rock gegründet. 1973 zog das Unternehmen nach Memphis (Tennessee) um. Der Name des Unternehmens sollte dazu beitragen, Regierungsaufträge zu erhalten. Federal Express war das erste Transportunternehmen, das moderne Jet-Flugzeuge einsetzte. Federal Express profitierte stark von der Deregulierung im US-amerikanischen Lufttransportsektor und expandierte stetig.
1989 kaufte Federal Express die international agierende Luftfrachtgesellschaft Flying Tiger Line. 1998 wurden die Unternehmen Caliber System, Inc, Roberts Express, Viking Freight und Caliber Logistics, übernommen, etwas später auch American Freightways, offiziell firmierte das Unternehmen unter dem Namen FDX Corp.
2000 erhielt das Unternehmen seinen heutigen Namen FedEx Corporation, wobei man sich an der seit vielen Jahren gebräuchlichen Abkürzung FedEx orientierte und sie zur offiziellen Bezeichnung der Firma machte.
2004 kaufte FedEx die US-amerikanische Kette Kinko’s, die Druck-, Kopier- und Bindedienste anbietet und benannte sie in FedEx Kinko’s um.
In einem Aufsehen erregenden Urteil vor einem US-Gericht wurden am 4. Juni 2006 zwei aus dem Libanon stammenden FedEx-Fahrern wegen Diskriminierung durch eine Vorgesetzte umgerechnet rund 47 Millionen Euro Schadenersatz zugesprochen.
Als erster Airbus-Kunde reagierte FedEx im November 2006 auf die anhaltenden Lieferverzögerungen beim A380 und stornierte seine Bestellung von zehn Exemplaren zugunsten einer neuen Bestellung beim Rivalen Boeing von 15 Maschinen des Typs 777F. Als Begründung gab CEO und Präsident  Frederick W. Smith an, dass die Entschädigungszahlungen in keiner Relation zu den entstehenden Umsatzverlusten stehen würden.
FedEx wurde 2008 im jährlich erscheinenden Bericht des Wirtschaftsmagazins Forbes auf Platz sieben der US-amerikanischen „most admired companies“ gewählt.
Am 27. Oktober 2010 gab FedEx bekannt, das neue Umschlagzentrum für Mittel- und Osteuropa am Flughafen Köln/Bonn in Betrieb genommen zu haben, dieses hatte sich bis dahin in Frankfurt am Main befunden. Ein Grund für den Umzug war das mögliche Nachtflugverbot in Frankfurt. Eine Nachtflugbeschränkung für Frachtflieger soll es in Köln bis 2030 hingegen nicht geben.
Am 7. April 2015 kündigte FedEx an, den Konkurrenten TNT Express für 4,4 Milliarden Euro übernehmen zu wollen, was einem Preis von acht Euro je Aktie entsprach. TNT Express, FedEx und PostNL (der mit einem Anteil von 15 Prozent größte Einzelaktionär von TNT Express) einigten auf eine Übernahme. Im Januar 2016 wurde diese genehmigt. Seitdem wurde TNT  mit FedEx verschmolzen. Im Zuge dessen gab das Unternehmen im Jahr 2021 bekannt, bis zu 6300 Stellen europaweit in der Express-Sparte abzubauen.
Am 1. Dezember 2021 gab FedEx bekannt, die Transformation erfolgreich allerdings mit Verspätung abgeschlossen zu haben, der deutsche Ableger FedEx Express Germany wurde mit zur FedEx Express Deutschland GmbH umgewandelt. TNT Express ist damit nur noch eine Marke. In der Schweiz wird zusammen mit der Schweizerischen Post die FedEx Express Swiss Post GmbH betrieben. Mit Stand Juni 2022 war ein neues Paketzentrum in Dällikon im Bau.
Im Juni 2022 übernahm Raj Subramaniam die Leitung des Konzerns von Gründer Frederick W. Smith. Er leitete verschiedene Sparmaßnahmen ein. So wurden im Frühjahr 2023 rund 10 % aller Managementstellen gestrichen, verschiedene Flugrouten zusammengelegt und Flugzeuge außer Dienst gestellt. Seit dem Dienstantritt von Subramaniam wurden so insgesamt rund 12.000 Stellen abgebaut.

## Kennzahlen
| GJ   | Angestellte | Umsatz in Mio. US$ | Überschuss in Mio. US$ | Bilanzsumme in Mio. US$ |
| ---- | ----------- | ------------------ | ---------------------- | ----------------------- |
| 2005 | 138.100     | 29.363             | 1.449                  | 20.404                  |
| 2006 | 138.400     | 32.294             | 1.806                  | 22.690                  |
| 2007 | 143.000     | 35.214             | 2.016                  | 24.000                  |
| 2008 | 145.000     | 37.953             | 1.125                  | 25.633                  |
| 2009 | 140.000     | 35.497             | 98                     | 24.244                  |
| 2010 | 141.000     | 34.734             | 1.184                  | 24.902                  |
| 2011 | 143.000     | 39.304             | 1.452                  | 27.385                  |
| 2012 | 149.000     | 42.680             | 2.032                  | 29.903                  |
| 2013 | 160.700     | 44.287             | 2.716                  | 33.567                  |
| 2014 | 162.000     | 45.567             | 2.324                  | 33.070                  |
| 2015 | 166.000     | 47.453             | 1.050                  | 36.531                  |
| 2016 | 168.000     | 50.365             | 1.820                  | 45.959                  |
| 2017 | 169.000     | 60.319             | 2.997                  | 48.552                  |
| 2018 | 227.000     | 65.450             | 4.572                  | 52.330                  |
| 2019 | 239.000     | 69.693             | 540                    | 54.403                  |
| 2020 | 245.000     | 69.217             | 1.286                  | 73.537                  |
| 2021 | 289.000     | 83.959             | 5.231                  | 82.777                  |
| 2022 | 249.000     | 93.510             | 6.245                  | 85.994                  |

## Drehkreuze
Neben dem Heimatflughafen Memphis bestehen weitere Drehkreuze:
- Vereinigte Staaten
  - Ted Stevens Anchorage International Airport (Alaska)
  - Dallas/Fort Worth International Airport (Texas)
  - Indianapolis International Airport (Indiana)
  - Newark Liberty International Airport (New Jersey)
  - Oakland International Airport (Kalifornien)
  - Miami International Airport (Florida)
- Kanada
  - Toronto Pearson (Ontario)
- Europa
  - Flughafen Paris-Charles-de-Gaulle (Frankreich)
  - Flughafen Köln/Bonn (Deutschland) (seit 27. Oktober 2010 Hub für Zentral- und Osteuropa)
  - London Stansted Airport (Großbritannien)
- Asien-Pazifik
  - Guangzhou Baiyun International Airport (Volksrepublik China) (eröffnet am 6. Februar 2009)

## Flotte
FedEx begann mit 14 Dassault Falcon 20 und betreibt inzwischen eine der weltweit größten Luftfrachtflotten.

### Aktuelle Flotte
Mit Stand Januar 2023 besteht die aktive Flotte von FedEx aus 723 Flugzeugen.
| Flugzeugtyp              | aktiv | bestellt | Anmerkungen | Bild                               |
| ------------------------ | ----- | -------- | --- | ---------------------------------- |
| Airbus A300F             | 065   |          | einer inaktiv; FedEx ist weltgrößter Betreiber des Airbus A300 und erhielt 2007 den letzten produzierten (insg. wurden 42 neu geliefert)                                                    | FedEx A300-600F von FedEx          |
| ATR 42F                  | 017   |          | fünf betrieben durch ASL Airlines Ireland | ATR 42F von FedEx                  |
| ATR 72F                  | 019   |          | fünf betrieben durch ASL Airlines Ireland | ATR 72F, für FedEx eingesetzt      |
| ATR 72-600F              | 011   | 019      | Im Rahmen der Modernisierung der Feeder-Flotte wurden 30 ATR 72-600F bestellt sowie Optionen auf weitere 20 Stück, die ab 2020 mit je 6 Stück pro Jahr an Fedex ausgeliefert werden sollen. |                                    |
| Boeing 757-200F          | 119   |          | sechs inaktiv; Ersatz u. a. für A310. Fedex ist weltweit größter Betreiber der Boeing 757-200F                                                                                              | Boeing 757-200F von FedEx          |
| Boeing 767-300F          | 114   | 027      | FedEx hat am 4. September 2013 ihre erste B767-300F in Dienst gestellt (insg. 100 neu bestellt).                                                                                            | Boeing 767-300F von FedEx          |
| Boeing 777F              | 053   | 06       | FedEx ist weltgrößter Betreiber der Boeing 777F. | Boeing 777F von FedEx              |
| Cessna 208B              | 234   |          | Die Cargomaster wurde von Cessna in Zusammenarbeit mit FedEx entwickelt, Fedex ist weltgrößter Betreiber und nahm 300 Stück ab.                                                             | Cessna Super Cargomaster von FedEx |
| Cessna 408               | 030   | 020      | Auslieferung ab 2021 |                                    |
| McDonnell Douglas MD-11F | 059   |          | drei inaktiv; FedEx ist weltweit größter Betreiber der McDonnell Douglas MD-11; 22 originäre Frachter bei McDonnell Douglas/Boeing erworben.                                                | McDonnell Douglas MD-11F von FedEx |
| Gesamt                   | 747   | 72       | |                                    |

### Ehemalige Flugzeugtypen
- Airbus A310-200F
- Airbus A310-300F
- Boeing 727-100
- Boeing 727-200F
- Boeing 737-200C
- Boeing 747-100SF
- Boeing 747-200F
- Dassault Falcon 20
- Douglas DC-8-73CF
- McDonnell Douglas DC-10-10F
- McDonnell Douglas DC-10-30F
- McDonnell Douglas MD-10-10F 1
- McDonnell Douglas MD-10-30F 1

## Zwischenfälle
- Am 7. April 1994 kam es an Bord einer McDonnell Douglas DC-10-30  zu einem Entführungsversuch. Auburn Calloway, ein ehemaliger Pilot der United States Navy, versuchte, mit Hämmern und einer Speerpistole bewaffnet, die Flugzeugbesatzung auszuschalten und das Flugzeug abstürzen zu lassen. Dabei wollte er es wie einen Unfall aussehen lassen und sterben, um so seiner Familie ein besseres Leben durch seine Lebensversicherung zu ermöglichen. Es kam zu einem langen Kampf zwischen Calloway und der Besatzung. Einer der Piloten versuchte durch riskante Manöver, bei denen die Frachtmaschine kurzzeitig sogar die Schallgeschwindigkeit überschritt, Calloway in eine ungünstige Lage zu bringen und somit für seine Kollegen greifbar zu machen. Nach einem weiteren Kampf versuchte einer der Piloten mit schweren Kopfverletzungen und auf einem Auge blind das Flugzeug zu landen. Dabei kam es zu einem weiteren schweren Kampf, Calloway konnte schließlich am Boden fixiert werden. Es folgte die sichere Landung, bei der sich herausstellte, dass zwei der Piloten lebensgefährliche Verletzungen erlitten hatten (siehe auch Federal-Express-Flug 705).

- Am 31. Juli 1997 verunglückte eine McDonnell Douglas MD-11F bei der Landung auf dem Newark International Airport, NJ (EWR) (Vereinigte Staaten) durch einen Pilotenfehler, fing dabei Feuer und brannte vollständig aus. Alle fünf Insassen konnten sich retten (siehe auch Federal-Express-Flug 14).[24]

- Am 17. Oktober 1999 verunglückte die MD-11F der FedEx N581FE bei der Landung auf dem Subic Bay International Airport (SFS) (Philippinen). Sie rollte über das Ende der Landebahn hinaus und landete im Meer. Alle Insassen konnten sich retten.

- Am 27. Januar 2009 schlug eine ATR-42-320-Frachtmaschine der Empire Airlines im Auftrag von Federal Express (N902FX) auf dem Flughafen Lubbock vor dem Aufsetzpunkt auf und rutschte von der Landebahn. Durch ein geringes Feuer wurden die beiden Piloten leicht verletzt. Trotz des Ausfalls der Landeklappen, wiederholter Warnungen vor Strömungsabriss sowie „pull up!“-Warnungen setzte der Kapitän den Anflug fort, statt wie vorgeschrieben sofort Vollgas zu geben. Nach der letzten Warnung kam es zum Strömungsabriss, die Maschine schlug mit extrem hoher Sinkgeschwindigkeit von 2000 Fuß pro Minute auf dem Boden auf und wurde irreparabel beschädigt.[25]

- Am 23. März 2009 verunglückte die aus Guangzhou, China kommende MD-11F mit dem Kennzeichen N526FE bei der Landung auf dem Flughafen Tokio-Narita, Japan. Vorläufigen Berichten zufolge gelten starke Böen von bis zu 72 km/h als Ursache für den Unfall, bei dem die beiden Piloten starben (siehe auch Federal-Express-Flug 80).[26]

- Am 28. Oktober 2016 verunglückte eine MD-10F (N370FE) bei der Landung in Fort Lauderdale. An der aus Memphis kommenden Maschine brach während des Ausrollens das linke Hauptfahrwerk, wodurch die linke Tragfläche auf dem Asphalt aufschlug und Feuer fing. Die Besatzung konnte sich unverletzt retten. Die Unfallursache ist laut dem Untersuchungsbericht der NTSB ein Riss im Fahrwerk. Dieser wurde durch das Überschreiten des Wartungsintervalles um 213 Tage nicht entdeckt (siehe auch Federal-Express-Flug 910).[27]

## Kritik
Im Jahr 2021 kündigten sowohl die FedEx Germany GmbH wie auch die FedEx Corporation alle Haustarifverträge, um anschließend regionale Flächentarifverträge anzuwenden. Davon sind in der Bundesrepublik rund 1.500 Beschäftigte betroffen. Die Gewerkschaft ver.di, mit der die Haustarifverträge geschlossen waren, warf dem Konzern daraufhin Tarifflucht vor.
Mit über 40 000 negativen Bewertungen auf Trustpilot ist FedEx der in Deutschland am schlechtesten bewertete Paketzusteller.

## Trivia
- Cast Away – Verschollen ist ein im Jahr 2000 von 20th Century Fox und DreamWorks veröffentlichter US-amerikanischer Spielfilm mit Tom Hanks in der Hauptrolle über einen FedEx-Angestellten, der nach einem Flugzeugabsturz auf einer kleinen Südseeinsel strandet und von dort erst nach mehr als vier Jahren Einsiedelei flüchten kann.
- Im FedEx-Logo treffen die Punzen der Buchstaben „E“ und „x“ so aufeinander, dass sie einen nach rechts weisenden Pfeil bilden. Dieser bewusst erzeugte Effekt entzieht sich verblüffenderweise praktisch jedem Betrachter.[31]